# 電子回折
電子回折（でんしかいせつ）または電子線回折 (electron diffraction) は、物質に電子ビームを照射した時に、干渉によって様々なパターンが現れる現象、または、その干渉パターンを観察することで、物質の対称性を研究する技法のことをいう。電子回折は、電子が波動であることの証拠でもある。類似の技法として、X線回折や中性子回折がある。
電子回折は固体物理学や化学において、固体の結晶構造の研究によく使われる。電子回折 (制限視野電子回折またはSAED) パターンが得られる、もっとも典型的な実験装置は透過型電子顕微鏡 (TEM) である。電子後方散乱回折 (EBSD) パターンが得られる検出器が備わったTEM や走査型電子顕微鏡 (SEM) も存在する。TEMおよびSEMでは、電子は静電ポテンシャルによって加速されることで必要なエネルギーを得、対象の試料に照射される前に特定の波長となるよう設定する。
結晶体は周期的構造（対称性）を持つため、回折格子として機能し、予測可能な形で電子を散乱させる。観測された回折パターンに基づき、その回折パターンを生じさせる結晶格子(ブラベ格子)を決定することができる。回折強度を精密に測定することで、結晶構造を推測することもできるが、X線回折と同様に位相問題が生じる。また、電子回折では結晶体が厚くなると、電子線の多重散乱の効果が無視できなくなるため、回折強度の計算は運動学的回折理論ではなく、動力学的回折理論に基づいて行う必要がある。これらの理由から、結晶構造の解析における電子回折法の有効性は限定的である。一方、電子線の多重散乱により、通常、X線回折で見られるフリーデルの法則が破れるため、結晶体の対称中心の有無を決定できるというメリットもある。
結晶の研究以外に、電子回折は非晶体や気体分子の研究にも使われる。

## 歴史
1926年、ド・ブロイの仮説が定式化された。これは、粒子は波動のような振る舞いをするという予測である。ド・ブロイの式は3年後に（静止質量を持つ）電子について成り立つことが、独自に行われた2つの実験での電子回折の観測によって証明された。アバディーン大学のジョージ・パジェット・トムソンは、薄い金属膜に電子ビームを透過させ、予測された干渉パターンが生じることを確認した。ベル研究所のクリントン・デイヴィソンとレスター・ジャマーは、結晶質の格子を通して電子ビームを透過させた。トムソンとデイヴィソンは1937年、この業績に対してノーベル物理学賞を授与された。

## 理論

### 電子と物質の相互作用
X線や中性子を使った回折による物質の研究とは異なり、電子は荷電粒子であり、クーロン力によって物質と相互作用する。つまり放出された電子は、正の電荷を帯びた原子核とその周りの電子の両方から影響を受ける。これに対してX線は価電子の空間分布と相互作用し、中性子は原子核との強い相互作用によって散乱させられる。さらに、中性子の磁気モーメントはゼロではないため、磁場によっても散乱させられる。このように相互作用の仕方が異なるため、それぞれに用途がある。

### 回折ビームの強度
電子回折の運動学的近似によれば、回折ビームの強さは次の式で表される。
{\displaystyle I_{\mathbf {g} }=\left|\psi _{\mathbf {g} }\right|^{2}\propto \left|F_{\mathbf {g} }\right|^{2}}
ここで {\displaystyle \psi _{\mathbf {g} }} は回折ビームの波動関数、{\displaystyle F_{\mathbf {g} }} は次の式で表される構造因子である。
{\displaystyle F_{\mathbf {g} }=\sum _{i}f_{i}e^{-2\pi i\mathbf {g} \cdot \mathbf {r} _{i}}}
ここで {\displaystyle \mathbf {g} } は回折ビームの散乱ベクトル、{\displaystyle \mathbf {r} _{i}} は結晶単位格子内の原子 {\displaystyle i} の位置、{\displaystyle f_{i}} は原子の散乱力を意味し、原子散乱因子とも呼ぶ。総和は、結晶単位格子内の全原子について行う。
構造因子は、電子ビームが結晶単位格子の原子に散乱される過程を表しており、{\displaystyle f_{i}} という項を通して元素ごとに異なる散乱力を考慮している。原子は単位格子内に分散して配置されているため、2つの原子から散乱振幅を考慮する際に位相の違いがある。この位相変移は方程式の指数項に考慮されている。
元素の原子散乱因子または散乱力は、考慮する放出の種類に依存する。電子が物質と相互作用する過程はX線などとは異なるため、原子散乱因子はそれぞれの場合で異なる。

### 電子の波長
電子の波長は、ド・ブロイの方程式で与えられる。
{\displaystyle \lambda ={\frac {h}{p}}}
ここで {\displaystyle h} はプランク定数、{\displaystyle p} は電子の運動量である。電子は電位 {\displaystyle U} において次のような速度まで加速されている。
{\displaystyle v={\sqrt {\frac {2eU}{m_{0}}}}}
{\displaystyle m_{0}} は電子の質量、{\displaystyle e} は電気素量である。電子の波長はしたがって、次の式で表される。
{\displaystyle \lambda ={\frac {h}{p}}={\frac {h}{m_{0}v}}={\frac {h}{\sqrt {2m_{0}eU}}}}
しかし電子顕微鏡では、加速ポテンシャルは一般に数千ボルトにもなり、電子は光速の何分の一という速度で飛び出す。SEMでは加速ポテンシャルは10,000ボルト (10kV) 程度で運用し、電子の速度は光速の約20%となるが、TEMでは200kVで運用し、電子の速度は光速の70%にもなる。そのため、相対論的効果を考慮する必要がある。すると、電子の波長は次のように修正される。
{\displaystyle \lambda ={\frac {h}{\sqrt {2m_{0}eU}}}{\frac {1}{\sqrt {1+{\frac {eU}{2m_{0}c^{2}}}}}}}
{\displaystyle c} は光速である。この式の1つ目の項は上で求めた非相対論的波長であり、次の項が相対論的補正因子である。すると、10kVのSEMにおける波長は 12.3 x 10-12 m (12.3 pm) となり、200kVのTEMでの波長は 2.5 pm となる。ちなみにX線回折で使われるX線の波長は、100 pm 台である（Cu kα: λ=154 pm）。

## 透過型電子顕微鏡における電子回折
固体の電子回折は通常透過型電子顕微鏡 (TEM) で観測する。TEMでは、試料の薄い切片に電子ビームを透過させる。その結果生じる回折パターンは蛍光スクリーンに映し出され、写真やCCDカメラで記録する。

### 利点
上述したように、TEM内で加速された電子の波長は、X線回折実験で通常使われる放射線の波長よりもずっと小さい。結果として、電子回折のエワルド球の半径はX線回折のそれよりもずっと大きくなる。このため、逆格子点の2次元分布がより詳細に明らかになる。
さらに、電子レンズによって回折実験の外形を変えることができる。概念上最も単純な外形は試料に平行な電子ビームをあてる場合である。これを制限視野回折と呼ぶ。一方で試料に円錐状に電子を集中させると、試料に同時に複数の入射角で電子をあてることができる。この技法を収束電子回折 (CBED) と呼び、結晶の3次元の対称性を明らかにすることができる。
TEMでは、単結晶粒子を使って回折実験を行うこともある。つまり、ナノメートル台の大きさの1つの結晶に対して回折実験を行う。通常他の回折技法では、多結晶質や粉末の試料で回折実験を行う。さらに、TEMにおける電子回折は、結晶格子の高い解像度での画像処理や他の技術も含め、試料の直接的画像処理と結合できる。他の技術としては、結晶構造の特定、エネルギー分散型X線分光法(EDS)による試料の化学成分分析、電子エネルギー損失分光法(EELS)による電子構造や結合の解析、電子ホログラフィーによる平均内部ポテンシャルの研究などがある。

### 実用上の観点

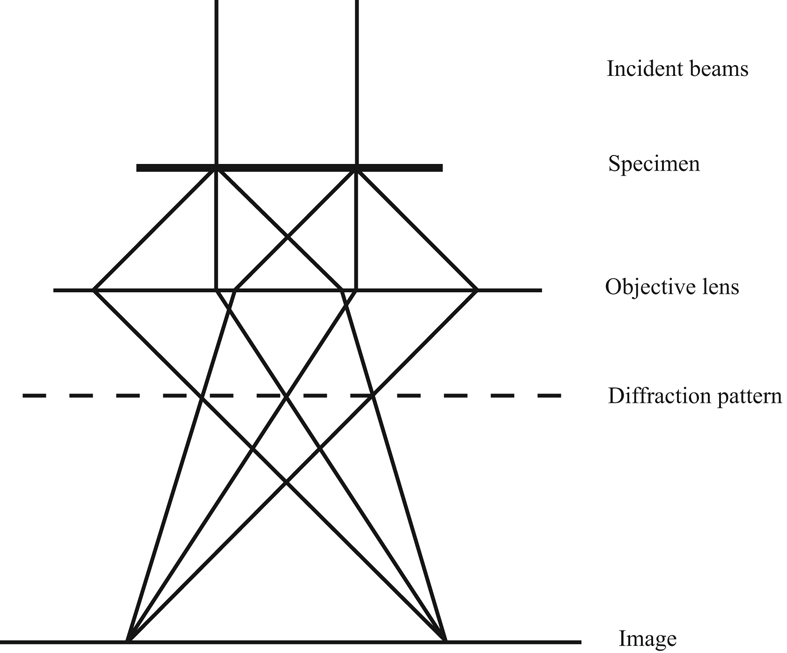
図1. TEMにおける電子ビームの経路の概略図

右の図1は、TEMにおける並列電子ビームの経路の概略図で、試料にあたってから蛍光スクリーンに映し出されるまでを描いている。試料に照射された電子ビームは試料を透過する際に構成元素の持つ静電ポテンシャルによって散乱される。散乱された電子は回折を起こすが、電磁対物レンズによって、試料から有限の距離に位置する、後焦点面 (図の破線で示した面) に電子回折パターンを形成する。これは、対物レンズを使用せずに、検出器を無限遠に置いた場合に得られるフラウンホーファー回折と等価である (すなわち、TEMにおける対物レンズは物体のフーリエ変換器の役割を果たしている)。また、このレンズは試料の1つの点を通過して散乱した電子を蛍光スクリーン上の1点に集め、それによって試料の像を形成する役割も果たす。この対物レンズの良し悪しが主に像質を左右するため、TEMでは最も重要なレンズとして扱われる。顕微鏡の他の磁気レンズを操作すると、像ではなくこの回折パターンをスクリーンに投影することもできる。このようにして得た回折パターンの例を図2に示す。
試料を電子ビームに対して傾けると、結晶のいくつかの向きの回折パターンが得られる。そうすることで、結晶の逆格子を3次元にマッピングすることができる。体系的な回折点の不在を調べることで、ブラベー格子を見分けたり、結晶構造内の螺旋軸や映進面の存在を特定できる。

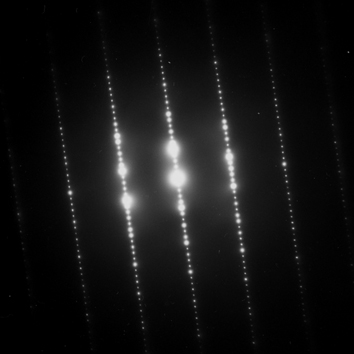
図2: TEMの並列電子ビームによって得られる典型的な電子回折パターン

### 制限
TEMにおける電子回折には、いくつかの重要な制限がある。第一に、試料は電子を透過させるものでなければならず、試料の厚さは100 nm台かそれ以下でなければならない。そのため、試料の準備作業には細心の注意が必要で、時間もかかる。さらに多くの場合、試料は電子ビームを浴びることで破壊される。
磁性体を対象とする場合、磁場の中に電子があるとローレンツ力が働いて軌道がそれ、問題が複雑になる。なお、逆にそのことを利用して物質の磁性を研究するための装置が「ローレンツ力顕微鏡」である。しかしいずれにしても、磁場があると結晶構造の特定はほぼ不可能となる。
TEMにおける電子回折の最大の制限は、他の技法と比較して利用者がしなければならないことが多い点である。粉末X線回折や中性子回折の実験は、データ解析までかなりの部分が自動化できているが、電子回折では利用者が入力しなければならないことが多い。しかしながら、昨今では電子回折を用いて微小結晶の構造解析を行う、3D ED (3D electron diffraction)もしくはMicroED (Micro electron diffraction)と呼ばれる技術が進歩し、X線結晶構造解析に近い手続きで化合物の3次元構造を明らかにできるようになりつつある。3D ED/MicroEDの実験に特化した回折計も開発されている。